# Academic Medicine
Academic Medicine es una revista médica mensual revisada por pares publicada por la Asociación de Colegios Médicos Estadounidenses.

## Historia
La revista se estableció en 1926 como el Boletín de la Asociación de Colegios Médicos Americanos . Pasó a llamarse Journal of the Association of American Medical Colleges en 1929. En 1951 se convirtió brevemente en Medical Education y luego en Journal of Medical Education. En 1989 obtuvo su nombre actual. En 2015, la revista fue clasificada como una de las cinco principales revistas de educación médica que recibieron atención en las redes sociales, como Twitter y Facebook.
En el transcurso de su historia, la revista ha tenido diez editores. Laura Weiss Roberts (Universidad de Stanford) es la actual editora en jefe , nombrada en 2019.

## Resumen e indexación
La revista está resumida e indexada en:
- Índice Medicus / MEDLINE / PubMed[4]
- Índice de citas científicas ampliado